# Нижнеерохин
Нижнееро́хин — хутор в Каменском районе Ростовской области.
Входит в состав Гусевского сельского поселения.

## Население
| 2010 |
| ---- |
| 270  |

## Улицы
- ул. Молодёжная,
- ул. Московская,
- ул. Придорожная,
- ул. Сахалинская,
- ул. Сосновая.